# Марино Дзорці
Марино Дзорці (італ. Marino Zorzi) — 50-й венеційський дож у 1311—1312 роках.

## Біографія
Походив з родини Дзорці, яка відома з XIII ст. Ймовірно, він народився в парафії Санта-Джустіна. 
У 1283-1284 роках був членом Малої ради, у 1284—1285 роках — одним з суддею Пьовего (відповідав за дороги, канали, державні землі, води, болота). 1285 року призначено подестою Кіоджі. 1286 року вдруге став членом Малої ради, а 1287 року знову призначається подестою Кіоджі. 
23 листопада 1303 року був послом до папи римського Бенедикта XI. 10 листопада 1310 року його обрали представляти Венеційську республіку на коронації Генріха VII як короля Італії. Дзорці відмовився від через стан здоров'я.
23 серпня 1311 року його брали дожем після відмови від посади Стефано Джустініані, якого спочатку обрала Рада сорока. У той час він був відомий більше своїми моральними якостями та релігійною вірою, ніж політичним досвідом, настільки, що його прозвали «Святим». Тому, коли він дізнався про поразку венеційці, які раніше рушили на придушення повстання у Зарі, тому вирішив розв'язати питання дипломатією, відправляючи звернення до угорського короля Карла I Роберта, який підтримав Зару.
Керував лише 11 місяців. Щоб підтримувати добрі стосунки з імператором, 14 жовтня 1311 року він задовольнив прохання Генріха VII направити посольство до Риму для участі в коронації того імператором. Того ж разу він дозволив королю завербувати до 1400 венеціанських арбалетників. Але не зміг налагодити стосунки з папою римським Климентом V, хоча бойові дії за Феррару, що почалися за П'єтро Граденіго фактично припинилися.
У 1312 році було укладено договір з Падуєю, який вирішив питання прав навігації річки Брента, що було проблемою між комунами протягом тривалого часу. Помер дож у липні того ж року, виділивши у заповіті кошти на будівництво лікарні для бідних дітей поблизу церкви Санті-Джованні-е-Паоло та 3 тис венеційських лір домініканському ордену.